# Andriamirado Andrianarimanana
Andriamirado Aro Hasina Andrianarimana (ur. 21 kwietnia 1991 w Antananarywie) – madagaskarski piłkarz grający na pozycji ofensywnego pomocnika. Od 2021 roku jest zawodnikiem klubu Fosa Juniors FC.

## Kariera klubowa
Swoją karierę piłkarską Andrianarimana rozpoczął w klubie Tana Formation FC. W 2013 roku zadebiutował w jego barwach w pierwszej lidze madagaskarskiej. W 2014 roku przeszedł do klubu Fosa Juniors FC. W 2017 roku zdobył z nim Puchar Madagaskaru, a w 2018 roku wywalczył wicemistrzostwo Madagaskaru. Na początku 2019 roku przeszedł do południowoafrykańskiego Kaizer Chiefs FC, a latem 2019 został zawodnikiem Black Leopards FC. W 2021 roku grał w reuniońskim JS Saint-Pierroise. W połowie roku wrócił do Fosa Juniors FC. W sezonie 2022/2023 wywalczył z nim mistrzostwo Madagaskaru.

## Kariera reprezentacyjna
W reprezentacji Madagaskaru Andrianarimana zadebiutował 22 marca 2017 roku w wygranym 1:0 meczu kwalifikacji do Pucharu Narodów Afryki 2019 z Wyspami Świętego Tomasza i Książęcej, rozegranym w São Tomé. W 2019 roku został powołany do kadry na Puchar Narodów Afryki 2019. Zagrał w nim w jednym meczu, w 1/8 finału z Demokratyczną Republiką Konga (2:2, k. 4:2).